# Chamaecrista kirkii
Chamaecrista kirkii är en ärtväxtart som först beskrevs av Daniel Oliver, och fick sitt nu gällande namn av Paul Carpenter Standley. Chamaecrista kirkii ingår i släktet Chamaecrista och familjen ärtväxter. Inga underarter finns listade i Catalogue of Life.